# セントラル・アイランド
セントラル・アイランド（英語: Central Island）は火山島で、ケニアのトゥルカナ湖の中央に位置する。島内にある世界自然遺産セントラル・アイランド国立公園は、ケニア野生生物局が管理する。別名「クロコダイル・アイランド」（英: Crocodile Island）。

## 概要
この島の最高地点は海抜550m、湖面から山頂まで約190m、島の幅は東側で3km。12ヵ所以上ある円錐丘とクレーターのうち、クレーター3つは小さな湖をたたえ、大きいほうの2つは最大幅1km、深さ約80m、湖底の海抜は海面とほぼ同じ。地質は主に玄武岩質で、小ぶりな噴火クレーターが東西方向に連なる。
南東側の複数の小島は水没したクレーターの縁にあたり、円錐丘や岩頸が島周辺の水面下に横たわる。
湖に浮かぶ島々の中で、セントラル・アイランドは凝灰岩と溶岩も見られ、最も若い生成年代は完新世と考えられる。中央火口の北東から南東の縁に沿って噴気活動が集中し、1930年代の旅行者は、噴気孔から噴出する硫黄を確認している。本土側からは、1974年に最近の火山活動が記録され、硫黄が溶融し水蒸気が激しく噴き上げた。